# Kronstadt-Gletscher
Der Kronstadt-Gletscher (russisch Ледник Кронштадтский Lednik Kronschtadtski, englisch Kronshtadtskiy Glacier)  ist ein Gletscher im ostantarktischen Mac-Robertson-Land. Er fließt in westnordwestlicher Richtung und mündet 8 km südöstlich des Pickering-Nunataks in den Lambert-Gletscher.
Sowjetische Wissenschaftler benannten ihn 1987 nach Kronstadt, einer Stadt und früheren Festung auf der Ostseeinsel Kotlin vor Sankt Petersburg in Russland.